# Édward Gardère
Édward Maurice Gardère (ur. 25 lutego 1909 w Gérardmer, zm. 24 lipca 1997 w Buenos Aires) – francuski florecista i szablista, trzykrotny medalista olimpijski i wielokrotny medalista mistrzostw świata.
Na igrzyskach olimpijskich w Los Angeles w 1932 roku Francuzi w składzie: Edward Gardère, René Lemoine, René Bondoux, René Bougnol, Philippe Cattiau i Jean Piot zdobyli złoty medal we florecie drużynowym. W turnieju indywidualnym odpadł w półfinałach. Wystąpił też w szabli indywidualnej, w której także dotarł do półfinałów. Brał udział w igrzyskach olimpijskich w Berlinie w 1936 roku, zdobywając dwa medale. Najpierw razem z André Gardère, Jacquesem Coutrotem, René Bougnolem, René Bondoux i René Lemoinem zdobył srebrny medal we florecie drużynowym. Następnie był drugi we florecie indywidualnym, wygrywając w rundzie finałowej sześć z siedmiu pojedynków; wyprzedził go tylko Włoch Giulio Gaudini. Startował tam również w szabli, indywidualnie odpadł w półfinałach, a drużynowo był piąty. 
Wielokrotnie zdobywał medale mistrzostw świata (oficjalnie rozgrywanych pod tą nazwą dopiero od 1937). Pierwszy medal zdobył podczas mistrzostw świata w Liège w 1930 roku, razem z Cattiau, Coutrotem, Bougnolem i Lemoine zajmując drugie miejsce we florecie drużynowym. W tej samej konkurencji zdobywał też srebrne medale na mistrzostwach świata w Warszawie (1934), mistrzostwach świata w Lozannie (1935), mistrzostwach świata w Paryżu (1937) i mistrzostwach świata w Pieszczanach (1938). Zdobył też trzy medale indywidualnie: złoty na MŚ 1935, srebrny na MŚ 1937 (za Włochem Gustavo Marzim) i brązowy na MŚ 1938 (za Gioacchino Guaragną i Giorgio Bocchino).
Po zakończeniu kariery został trenerem i otworzył własną szkołę.
W latach 1930–1944 zdobył 10 tytułów indywidualnego mistrza Francji.
Jego brat André również był szermierzem.